# 40 Latino
40 Latino fue un canal de televisión español que fue la versión en televisión de emisoras de radio como Cadena Dial o Radiolé. El canal musical estaba producido por Sogecable Música S.L., una empresa conjunta entre Prisa TV (50% de acciones) y Unión Radio (50% de acciones). Era de temática musical pero dirigido únicamente a los artistas y canciones de habla hispana.

## Historia
El canal comenzó sus emisiones el 1 de enero del 2001 a través de la plataforma Canal Satélite Digital (después Digital+), en el dial 41. Además, también se encontraba en las plataformas digitales de pago Movistar TV (a partir de enero del 2004),y Orange TV (a partir de agosto del 2010).
Desde el 30 de noviembre del 2005 hasta el 23 de agosto del 2010 el canal estuvo dentro del paquete de canales gratuitos de la TDT dentro del Multiplex 67, junto a Cuatro, Canal Club, CNN+, Cadena SER, Cadena Dial y Los 40 Principales. Durante la etapa de TDT de 40 Latino, el canal nunca se posicionó entre los canales temáticos más vistos, destacando un 1,1% de cuota en enero del 2008. Sin embargo, ante la decisión de Sogecable de introducir concursos de tarificación telefónica especial, amplias franjas de programación dedicadas a la televenta y programas de predicción de compatibilidad amorosa vía SMS, el canal obtuvo un 0,4% de cuota en octubre del 2009, situándose entre los canales TDT menos vistos y rompiendo el ritmo de la programación musical. En 2010, Sogecuatro produjo este canal debido a que Sogecable decidió separar las licencias de TDT debido a la fusión de Gestevisión Telecinco y Sogecuatro.
El 23 de agosto de 2010, 40 Latino cesó sus emisiones en abierto para dar paso a Canal+ Dos para la TDT de pago, con una programación centrada en cine, series y documentales; y con una oferta de 2 meses gratis. Esto provocó la pérdida de la oferta musical a través de la TDT, ya que después del cese de emisiones de Fly Music, 40 Latino fue el único canal temático musical que quedaba. Por otro lado el canal, tras una reestructuración de su programación, se vería a través de las plataformas de pago.
Meses después, en diciembre del 2010 se confirmó que este canal iba a volver a la TDT tras el cierre de CNN+. Finalmente, tras la absorción de los canales TDT de Prisa por Mediaset España, el que ocupó esta frecuencia fue Gran Hermano 24 horas, dando paso este último a Divinity, canal de programación dedicada a la mujer.
Finalmente, Prisa TV, encargada de producir el canal, confirmó el 29 de diciembre de 2011 que 40 Latino desaparecería, integrando sus contenidos en 40TV. Mediante una promoción en 40 Latino se anunció: Desde enero, lo mejor de 40 Latino en 40TV. El canal cesó sus emisiones el 4 de enero del 2012. Fue sustituido ese mismo día por El Garage TV.

## Programación
Era un canal de videoclips, pero, a diferencia de 40TV, el canal iba dedicado íntegramente a la música hispana. Contaba con los grandes éxitos, así como artistas emergentes, siendo fieles a su compromiso por la música en español.